# Toronto Sculpture Garden

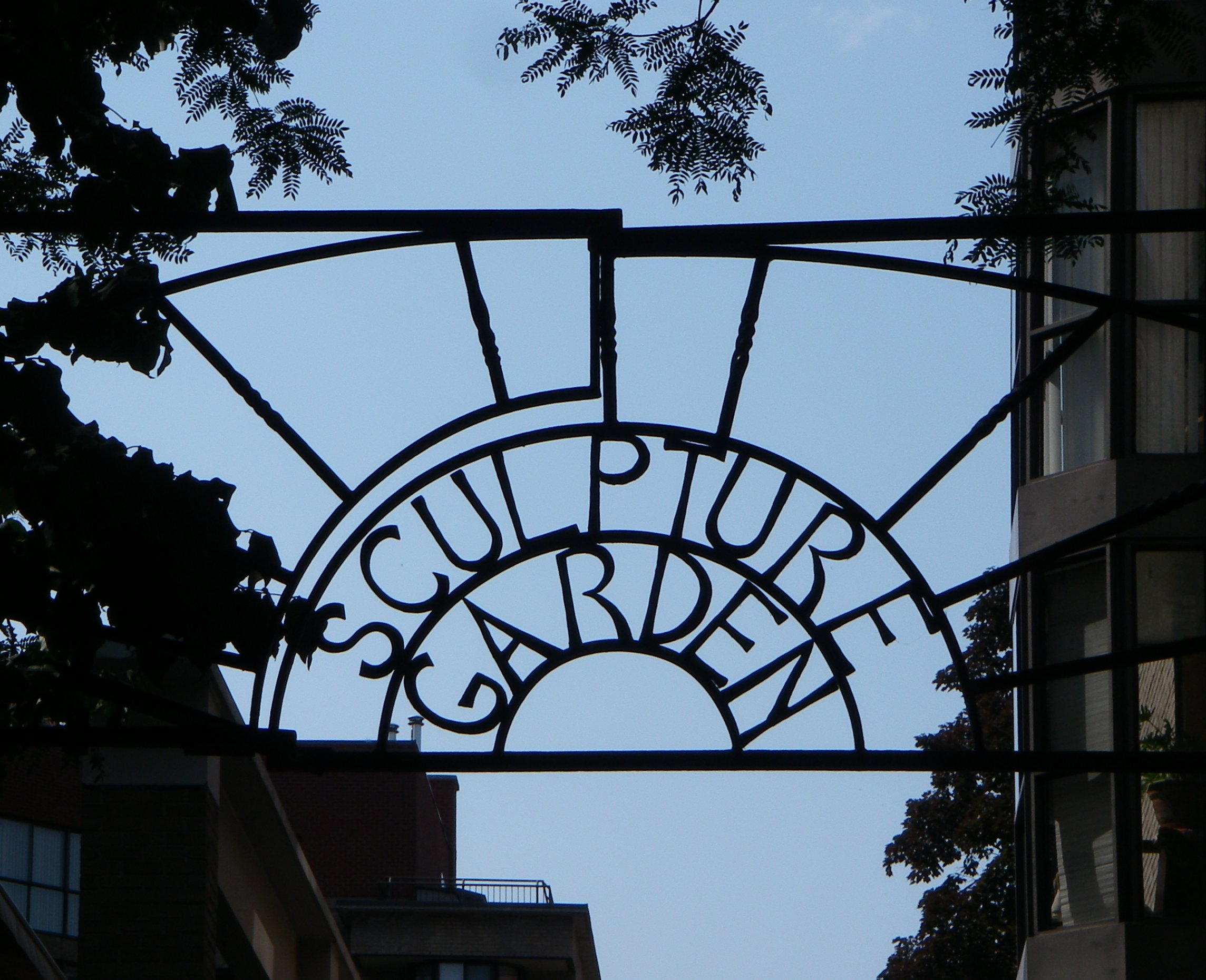
Panneau au-dessus de la porte d'entrée.

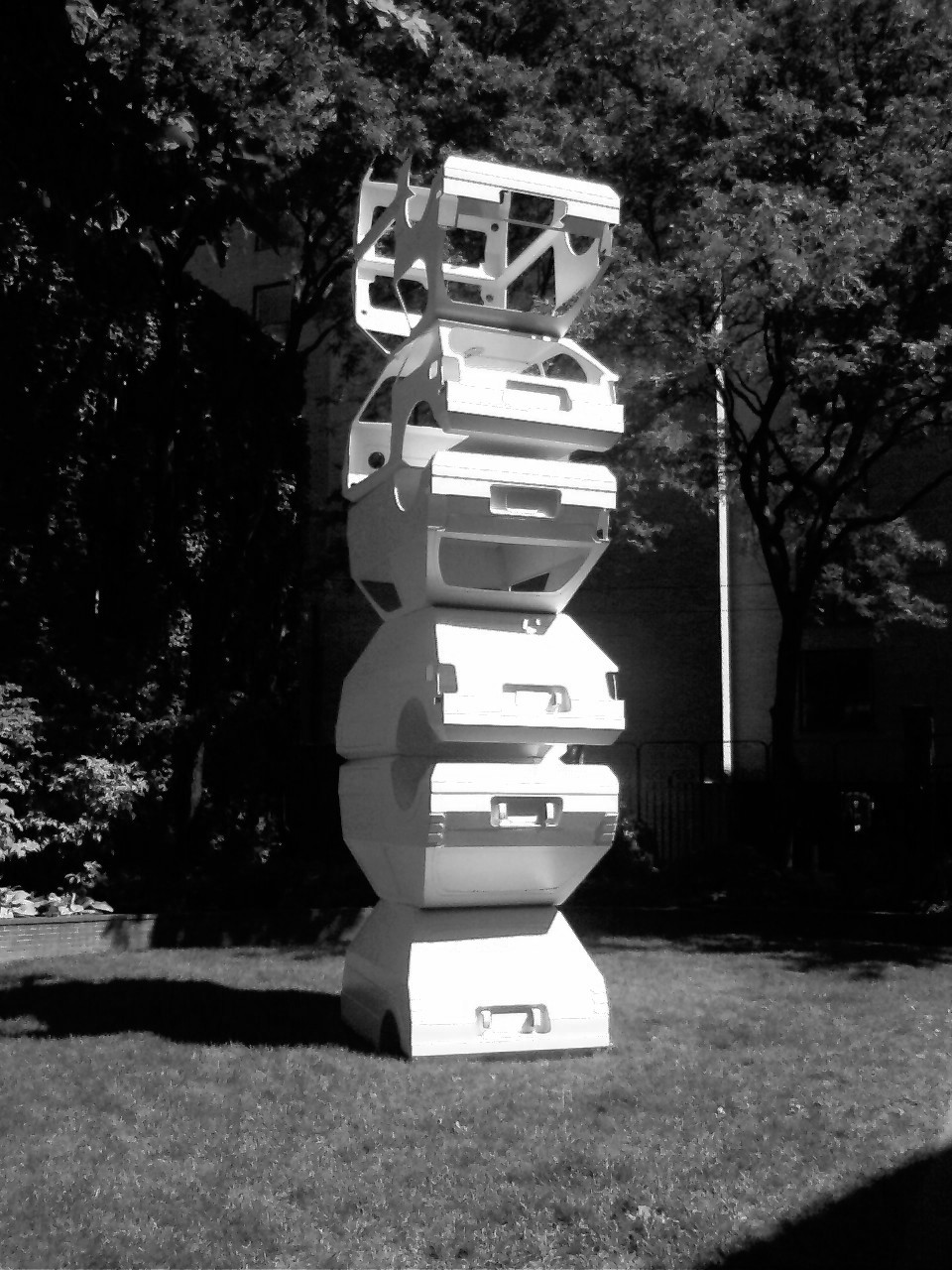
Sculpture de Jed Lind montrée au Garden, juin 2013.

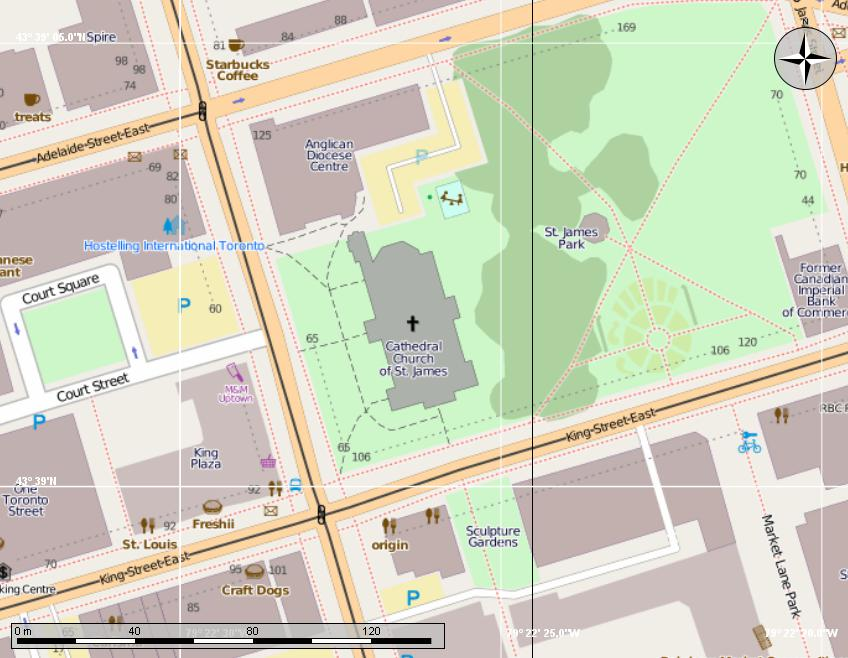
Carte montrant les lieux. Le jardin est au bas de l'image.

Le Toronto Sculpture Garden (Jardin des sculptures de Toronto) est situé au 115, rue King Est  dans un petit parc de 25 m par 30 m juste en face de la Cathédrale Saint-Jacques de Toronto à Toronto, au Canada.

## Historique
La ville de Toronto commence à planifier pour un jardin de sculpture en 1979; le Garden ouvre en 1981. Le Toronto Sculpture Garden est exploité par la Ville de Toronto depuis cette date. Les expositions sont financées par une fondation à but non lucratif.